# Rosa parasicula
Rosa parasicula är en rosväxtart som beskrevs av Jiří Ponert. Rosa parasicula ingår i släktet rosor, och familjen rosväxter. Inga underarter finns listade i Catalogue of Life.